# Chamaesphecia seyrigi
Chamaesphecia seyrigi là một loài bướm đêm thuộc họ Sesiidae. Nó được tìm thấy ở Madagascar.